# Michael Portillo: The Future of the Right
Michael Portillo: The Future of the Right es un libro del británico Michael Gove sobre la figura política de Michael Portillo y los avatares que vivió como ministro en diferentes gobiernos, además de su papel como sucesor de Margaret Thatcher. Es la primera biografía de Michael Portillo y la primera edición se publicó en 1995 en inglés.

## Sinopsis
Michael Portillo: The Future of the Right explora cuestiones éticas en el coaching y la tutoría a través de la figura biografiada, Michael Portillo, un político británico que fue ministro y considerado sucesor nato de la primera ministra Margaret Thatcher. A través de una discusión de los problemas políticos emergentes explora la historia de esos años políticos vividos a través de uno de sus protagonistas, Michael Portillo.

## Historia
Michael Portillo: The Future of the Right es un libro biográfico sobre el ministro británico Michael Portillo. El libro se centra en la contribución que la tutoría pueden hacer al desempeño individual y organizacional. Incluye una introducción a la teoría de coaching y mentoring, analiza las habilidades asociadas, y cómo se pueden aplicar en relación con el cambio individual, para líderes, para estrategia e innovación. y cambio organizacional, así como en contextos virtuales y transculturales.
En el centro del escenario la figura de Margaret Thatcher en torno a la cual la figura de Michael Portillo se formaba con un sucesor político de la dama de hierro británica.
Hijo de un refugiado republicano español y un maestro de escuela progresista escocés, Michael Portillo es un tipo de idealista muy diferente. Apasionadamente opuesto a una Europa unida, totalmente devoto de la integridad del Reino Unido, feroz defensor de una economía de impuestos bajos, puede que sea hijo de un socialista, pero es hijo de Thatcher. Un fanático adolescente de Harold Wilson, la universidad de Cambridge le dio su color político. Tres años en Peterhouse, el patio de recreo de los Powellites, lo prepararon para la política. Después de un año indeciso, se unió al Partido Conservador (Reino Unido) como un chico de trastienda y se convirtió en el confidente de Thatcher, Parkinson y Lawson. En 1984, con solo treinta y un años, ingresó en el Parlamento en una elección parcial provocada por el asesinato del diputado en funciones por parte del IRA.
El hombre que Chris Patten llamaba 'El castellano' (hijo del político español Luis Gabriel Portillo) era uno de los favoritos de la corte de la señora Thatcher: estaba a su lado cuando ganó las elecciones generales de 1979 y fue el último en insistir en que se quedara. Ahora, como el hombre más controvertido del gabinete, ha heredado su certeza, su ímpetu y sus muchos enemigos. Desde que ingresó en el Gabinete, también heredó la posición de Michael Heseltine como el favorito de la conferencia, y fue la elección de muchos como el líder extravagante del futuro.
Es la primera biografía de Michael Portillo publicada en 1995.